# Paseo de Susana
El Paseo de Susana es una península y un parque que forma parte de la ciudad de Agaña, en el territorio estadounidense de Guam. Fue construido en la década de 1940 de escombros y restos que quedaron después de la Segunda Guerra Mundial. La península contiene el estadio principal de Guam, mercados, y el Parque del Jefe Quipuha.